# Тученица
Тученица (болг. Тученица) — село в Болгарии. Находится в Плевенской области, входит в общину Плевен. Население составляет 349 человек.

## Политическая ситуация
В местном кметстве Тученица, в состав которого входит Тученица, должность кмета (старосты) исполняет Йорданка Тодорова Игнатова (коалиция в составе 5 партий: Демократы за сильную Болгарию (ДСБ), Национальное движение «Симеон Второй» (НДСВ), Болгарская рабочая социал-демократическая партия (БСДП), Болгарский земледельческий народный союз (БЗНС), Демократическая партия Болгарии (ДП)) по результатам выборов правления кметства.
Кмет (мэр) общины Плевен — Найден Маринов Зеленогорски (коалиция в составе 3 партий: Демократы за сильную Болгарию (ДСБ), Болгарский земледельческий народный союз (БЗНС), Союз демократических сил (СДС)) по результатам выборов в правление общины.